# Remittering
Remittering är de pengar som gästarbetare i rikare länder skickar hem till sina familjer i fattigare länder. Den som skickar pengar kallas remittör.
Det är mycket stora summor pengar som skickas som remitteringar varje år. Uppskattningar varierar mellan 2000 och 3000 miljarder kronor, vilket är lika mycket som Sveriges hela BNP. Världsbanken anger 318 miljarder dollar för 2007, en siffra som växte ytterligare under 2008 men förväntas minska 2009 i takt med den ekonomiska nedgången i världen.
De största mottagarländerna i absoluta tal år 2007 var:
- Indien ($27 miljarder)
- Kina ($25,7 miljarder)
- Mexiko ($25 miljarder)
- Filippinerna ($17 miljarder)
- Frankrike ($12,5 miljarder)

I vissa små fattiga länder kan remitteringar utgöra en mycket stor del av landets ekonomi.  Både Tadzjikistan och Moldavien får 36 % av BNP i form av remitteringar.
Många remittörer arbetar i industriländer, men miljoner finns också i stater kring Persiska viken, som Qatar, Dubai, och Saudiarabien.